# Nicolas Bourbon

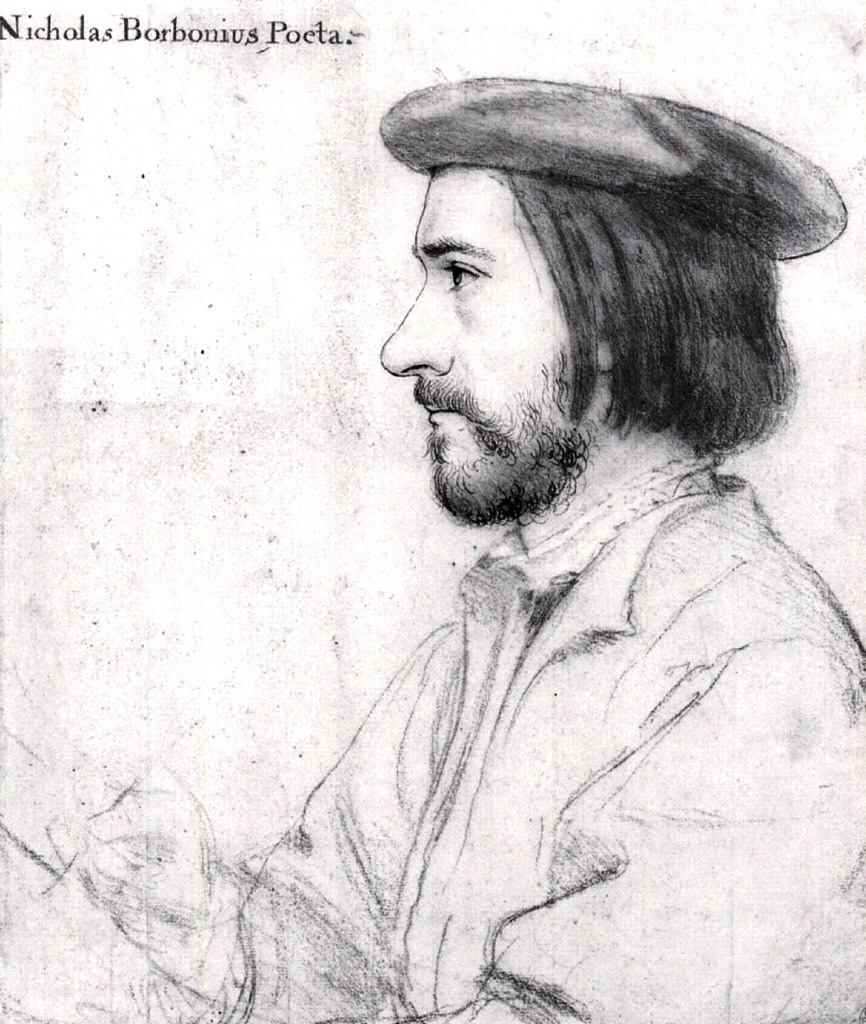
Nicolas Bourbon

Nicolas Bourbon el Viejo (Vendeuvre-sur-Barse, ¿1503? - ¿1550?), así llamado para distinguirlo de su sobrino, el académico Nicolas Bourbon el Joven, (1574 – 1644); el Viejo fue un importante humanista y poeta neolatino francés escapado de la Inquisición y amigo de Holbein y Rabelais, así como preceptor de Juana de Albret.

## Biografía
Comenzó muy joven a versificar en latín. Uno de sus primeros poemas, De Ferraria, se refiere a sus orígenes en su villa natal de Vendeuvre, conocida desde el siglo XV por su industria de forja de cañones. Era hijo de un diestro maestro de forja y eso le dio ocasión de publicar un poema sobre la forja, en latín ferraria. Describe en este poema todo el proceso de manufactura del metal, la ocupación de los obreros que cortaban la madera, atizaban el carbón, extraían el hierro etcétera. 
Fue preceptor de muchas y muy importantes familias, entre ellas la del cardenal François de Tournon, y enseñó humanidades en Amiens, Langres y Troyes. Hizo aparecer sus primeras poesías en una colección impresa en 1529, Vandoperani, campani, epigrammata. En ella se mezclan epigramas, cantos, diálogos y epístolas. En 1533 siguió sus Nugae o "Bagatelas"  que atrajeron sobre él las iras de las autoridades religiosas, porque contenía una pieza, "In laudem Dei optimi maximi", en la que Bourbon, sin llegar a adherirse a las ideas de Lutero, se mostraba favorable a la Reforma. Además, se atacaban ahí las opiniones del teólogo y antihumanista Noël Béda o Bédier, síndico de la Sorbona y gran perseguidor de herejes. Por eso fue mandado a prisión. A pesar de las llamadas que hizo a sus numerosos e influyentes protectores e incluso de una orden del rey de ponerlo "fuera de prisión", su liberación se hizo esperar. Dirigió entonces una súplica al cardenal Juan de Lorena y al fin fue liberado por Francisco I a comienzos de 1535. Escarmentado, pasó a Inglaterra. Allí se benefició de la protección de Ana Bolena, antigua dama de honor de Claude de France y segunda mujer de Enrique VIII. Ella misma era partidaria de una reforma evangélica moderada y lo ayudó a encontrar un empleo de tutor. Encontró en su entorno al pintor Hans Holbein el Joven, que en aquel entonces estaba llevando a cabo su segunda estancia en la corte de Inglaterra y dibujó su retrato. Nicolas Bourbon, que le tenía una gran admiración, lo llamó «Apelle de notre temps».
De vuelta a Francia en 1536, Nicolas Bourbon se instaló en Lyon, donde frecuentó el grupo de poetas y humanistas reunidos en torno a Étienne Dolet y conocido como Escuela lionesa, entre los cuales figuraban entre otros Jean Visagier, Eustorg de Beaulieu, Gilbert Ducher y Symphorien Champier y la poetisa Louise Labé. Nicolas Bourbon conoció allí a François Rabelais, víctima también de la incomprensión e intolerancia de las autoridades religiosas desde la aparición de su Pantagruel en 1532. A él, considerándolo un otro yo, le dirigió gratas palabras de aliento. 
En 1538, Nicolas Bourbon hizo aparecer la segunda edición de sus Nugae aumentada con numerosas piezas, pero alejadas de sus comprometedoras epístolas. Luego, hacia 1540, entró en la casa Marguerite de Navarre como preceptor de su hija, Juana de Albret. Sin duda volvió a encontrar allí a otros poetas que gravitaban en torno a la reina, como Clément Marot, quien, entre los textos liminares de su Adolescence clémentine, había situado un epigrama firmado por "Borbonius, poète lyonnais".